# Horní Částkov
Horní Částkov (németül: Ober Schossenreuth) Habartov településrésze Csehországban a Karlovy Vary-i kerület Sokolovi járásában. Központi községétől 3 km-re nyugatra fekszik. A 2001-es népszámlálási adatok szerint 41 lakóháza és 76 lakosa van.